# 대한민국미술전람회
대한민국미술전람회(大韓民國美術展覽會)는 대한민국의 미술 분야에서 1949년부터 1981년까지 열린 공모전이다. 약칭 국전(國展)으로 흔히 불렸다.
일제강점기의 조선미술전람회에 해당하는 행사로서 대한민국 정부 수립 이듬해인 1949년에 제1공화국 정부에 의해 창설되었다. 많은 작가를 배출하고 미술에 대한 관심을 높여 대한민국 미술 발전에 중요한 역할을 해 왔다. 신인 작가 등용을 위한 공모전 외에도 초대작가전과 추천작가전을 혼합해 실시하였다.
그러나 관 주도의 국전은 한계에 부딪히고 본래 취지였던 신인작가 부문보다 기성작가 부문이 비대해지는 문제점이 있었고, 심사위원과 운영위원 선정 문제와 더불어 국전이 정실(情實)에 의해 좌지우지되어 학연, 지연, 혈연이 중심이 된다는 등 국전을 둘러싼 잡음도 끊이지 않았다. 이에 제5공화국 초기인 1981년의 제30회 국전을 마지막으로 문화공보부가 개선안을 내놓아 폐지되었다.
국전이 폐지된 뒤 신인작가 발굴만을 담당하는 대한민국미술대전이 1982년에 창설되었다. 기성작가를 위해서는 국립현대미술관이 현대미술초대전을 열도록 했다. 대한민국미술전람회의 후신 격인 대한민국미술대전도 국전이라고 부르기도 하며, 대한민국미술전람회는 국전, 대한민국미술대전은 미술대전이라고 구분하기도 한다.
동양화, 서양화, 조각, 공예, 서예, 건축, 사진 등 미술 각 분야에서 입상자를 뽑았고, 국가적인 권위를 갖고 있어 공모전 입상은 작가에게 가장 확실한 등용문이었다.
그러나 대한민국미술대전에서부터는 동양화를 한국화, 서양화를 양화로 명칭변경을 하였다.

## 같이 보기
- 조선미술전람회
- 대한민국미술대전